# Taura
Taura era una banda argentina de rock alternativo fundada en 2000. El grupo fue integrado por Santiago García Ferro, Gabriel "Chaimon" Raimondo, Leonardo Della Bitta y Alejo García Guraieb.

## Historia

### Inicios yTauraEP (2000-2004)
Taura se formó en 2000 en la ciudad de Buenos Aires luego que el guitarrista Santiago García Ferro convocara a Gabriel "Chaimon" Raimondo -exvocalista de la pionera banda argentina de hardcore Vrede -  a unírsele en un nuevo proyecto. En ese entonces la banda contaba con Guillermo Houdin en el bajo y Alfredo Felitte en la batería. Unos años antes, García Ferro y Felitte habían tocado juntos en la banda progresiva Kin Crisis. Tras el alejamiento de Houdin, se sumó a la banda Lars Rosenberg, exbajista de las bandas suecas Entombed, Therion y Serpent.
Luego de varias presentaciones en vivo, entre las cuales se destaca la apertura del show en Buenos Aires de la banda estadounidense Queens of the Stone Age, Rosenberg y Felitte dejaron la banda, dándole paso a la incorporación de Leonardo Della Bitta en el bajo y Alejo García Guraieb en la batería. Unos meses después, Taura lanzó en 2002 -ya con la formación definitiva de la banda- el Ep autotitulado Taura.

### Mil Silencios,Aconcagua|AcantiladaEP y primera gira europea (2005-2007)
En 2004 Taura grabó una versión de la canción Writhe para un álbum tributo a la icónica banda californiana de stoner rock Kyuss titulado Listen Without Distraction.
Más adelante en 2004, se dio inicio a la grabación de su primer disco, Mil Silencios. Tras un largo año de grabación, el disco se editó en 2005. El álbum recibió excelentes críticas por parte de la prensa argentina.
A partir de la difusión del disco, la banda creció en seguidores y fanes. En 2006, Mil Silencios fue reeditado por el sello Giboon Records.
A comienzos de 2007, y con una nueva propuesta innovadora y vanguardista, Taura lanza el Ep Aconcagua|Acantilada. El disco cuenta con cuatro versiones del tema Acantilada y cuatro de Aconcagua, entre las que se destacan las versiones acústicas.
En octubre de ese mismo año, Taura realizó su primera gira internacional por España presentando Mil Silencios en Madrid, Baracaldo, San Sebastián, Gijón, Santander y Pontevedra.

### Huésped, segunda gira europea (2008-2010)
Luego de la gira, Taura regresó a la Argentina para cerrar el año en el país con varios shows en vivo. En enero de 2008 comenzó la grabación de su nuevo disco: Huésped. Pelle Henricsson, frecuente colaborador de la banda sueca Cult of Luna, fue el encargado de masterizar el material en su estudio en Umeå, Suecia. Huésped fue lanzado en octubre de 2008 con varios conciertos en Buenos Aires, Mendoza y Santa Fe.
El disco recibió una vez más muy buenas críticas de parte de medios locales. Las reconocidas revistas especializadas Soy Rock y  Rolling Stone le dieron grandes críticas a Huésped.
A comienzos de 2009, Taura emprendió con éxito su segunda gira por Europa, esta vez presentando Huésped en Madrid, Baracaldo, Mondragón, Vitoria, San Sebastián, Gijón y Burgos.

### El Fin del Color(2011-2016)
En noviembre de 2011 Taura lanzó su nuevo disco, El Fin del Color a través del sello Pleamar Records. El nuevo disco muestra a una banda más afianzada, más compleja, filosa y pesada, mostrando algunos rasgos de los dos discos anteriores pero con una actitud totalmente nueva. El álbum está compuesto por 12 canciones, entre las que se destacan 200 Días y A Cántaros.
En mayo de 2013, a través de Zonda Records, Taura editó El Fin del Color en formato de vinilo, con la particularidad de tener la tapa de otro color y la inclusión de un bonus track: Rick Hunter.

### La vigiliay despedida (2017-2018)
En 2018 la banda -que venía de un largo periodo sin presentaciones- anuncia su último recital con la idea de presentar su nuevo disco -La Vigilia- lanzado a principios de año. El recital fue el 4 de mayo en Buenos Aires, en un largo set con algunos invitados.

## Estilo musical
Taura cuenta con un estilo musical ecléctico y difícil de clasificar. Sus composiciones son, por lo general, pesadas pero toman elementos de diversas fuentes que luego son mezcladas generando así una identidad propia.
Mil Silencios cuenta con un sonido más abrasivo, frontal, reminiscente a bandas más roqueras como Kyuss y Queens of the Stone Age pero en un formato mucho más corto y concreto. Aun así, canciones como Aconcagua, Il Vulcano y Acantilada demuestran la fuerte personalidad de la banda.
Huésped, en cambio, tiene un tono más orgánico, oscuro y pesado. Canciones como Nudo. Árido. Seco, Mi Mejor Lugar y Días Abandonados son prueba de la versatilidad de la banda respecto a texturas y climas.
El Fin del Color muestra a Taura en su lado más filoso, técnico y con sonido más pulido. Los tracks Hombros Abatidos, 200 Días y A Cántaros representan de algún modo el espectro que la banda eligió cubrir en este álbum.

## Miembros
- Gabriel "Chaimon" Raimondo - Voces
- Santiago García Ferro - Guitarra
- Leonardo Della Bitta - Bajo
- Alejo García Guraieb - Batería

### Miembros anteriores
- Alfredo Felitte – Batería (2000-2001)
- Lars Rosenberg - Bajo (2001)
- Guillermo Houdin - Bajo (2000)

## Discografía
- Taura (EP) (2002)
- Mil Silencios (2005)
- Aconcagua | Acantilada (EP) (2007)
- Huésped (2008)
- El Fin Del Color (2011)
- El Fin Del Color (Vinilo) (2013)
- La Vigilia (2018)

## Colaboraciones
Writhe, cover para el disco tributo a Kyuss Listen Without Distraction (2004)

## Videografía
Los cortes de difusión de Mil Silencios, que cuentan con un video cada uno, fueron las canciones Jenízaro, Aconcagua y Acantilada. Los videoclips de estas últimas dos canciones comparten un concepto y son las dos caras de una misma historia y fueron dirigidos por el realizador Ismael Naim.
Huésped tuvo a la canción Mi Mejor Lugar como primer corte de difusión y su videoclip fue dirigido por Esteban De Bonis.
El Fin Del Color tiene como primer videoclip 200 Días, también dirigido por Esteban de Bonis.
Videoclips de Mil Silencios(2005)
- Jenízaro
- Aconcagua
- Acantilada

Videoclips de Huésped (2008)
- Mi Mejor Lugar

Videoclips de El Fin Del Color (2011)
- 200 Dias